# Ferrari 330 GTO
Der Ferrari 330 GTO ist ein Frontmotor-Rennsport-Coupé des italienischen Automobilherstellers Ferrari, von dem in den Jahren 1962 und 1963 je nach Quelle und Sichtweise nur zwei beziehungsweise drei Exemplare entstanden.

## Übersicht
Äußerlich entspricht das Modell weitgehend dem Ferrari 250 GTO, besitzt aber das angepasste Chassis und den größeren, für Renneinsätze modifizierten 4,0-Liter-V-12-Motor des Straßensportwagens Ferrari 400 Superamerica. Außer zu diesen beiden Modellen besteht noch eine technische und geschichtliche Verwandtschaft zu dem Einzelstück Ferrari 330 TRI/LM von 1962 sowie den vier Ferrari 330 LMB von 1963. Mit Blick auf den Motor wird das Rennsportcoupé der Modellfamilie der Ferrari 330 zugerechnet.
Das Fahrzeug mit der Chassisnummer 3765LM von 1962, der Ferrari 330LM GTO, hat eine kurze Renngeschichte als Werkswagen der Scuderia Ferrari und nahm insbesondere an dem 24-Stunden-Rennen von Le Mans 1962 teil. Das in Details abweichende Fahrzeug mit der Chassisnummer 4561SA von 1963 wurde nicht mehr als Werksrennwagen eingesetzt; kurzzeitig nutzte es ein hochrangiges Mitglied der Unternehmensführung von Ferrari, ehe es an einen britischen Rennfahrer verkauft wurde, der einige kleinere Rennen damit bestritt. Bei einem dritten Wagen, Chassisnummer 3673SA, ist die ursprüngliche Identität bis heute umstritten. Nach manchen Quellen war er von Beginn an ein Ferrari-400-Superamerica-GT-Einzelstück. Neuere Rechercheergebnisse deuten darauf hin, dass das Fahrzeug zunächst als Ferrari 330 GTO aufgebaut und als Werksrennwagen eingesetzt worden war, dann aber bei einem Verkehrsunfall, bei dem Ferrari-Werksfahrer Willy Mairesse am Steuer saß, schwer beschädigt wurde; es musste komplett neu aufgebaut werden und war nicht mehr für den professionellen Motorsport geeignet.
Mit einem dokumentierten Preis von 17 Millionen Schweizer Franken für das jüngste Exemplar im Jahr 1990 gehören die Fahrzeuge dieser Modellreihe zu den teuersten automobilen Sammlerstücken.

## Die Modellgeschichte des 330 GTO
Mit dem 330 GTO griff Ferrari 1962 die Tradition der hubraumstarken Frontmotor-Rennsport-Coupés wieder auf. Allerdings standen dem Modell nach den zeitgenössischen Rennsport-Reglements nur wenige Motorsportveranstaltungen offen. Und mit dem Mittelmotor-Konzept, das Ferrari bei den Rennsportwagen in den kleineren Hubraumklassen seit 1961 erprobte, bahnten sich bereits konzeptionelle Alternativen an.

### Die Tradition hubraumstarker Ferrari-Frontmotor-Rennsport-Coupés
Hubraumstarke Frontmotor-Rennsport-Coupés hatte es bei Ferrari bereits seit 1951 gegeben, beginnend mit dem 340 America Vignale Berlinetta (Chassisnummer 0082A). Die Serie endete zunächst 1955 mit einem 375 MM Pinin Farina Berlinetta (Chassisnummer 0472AM) beziehungsweise als Einzelstück dem 410 Sport Berlinetta (Chassisnummer 0594CM). Danach beschränkte sich Ferrari zunächst auf offene Rennsport-Spider. Zudem kam im Rahmen der FIA-Sportwagenweltmeisterschaft ab 1958 eine Begrenzung des Hubraums auf 3,0 Liter hinzu, wodurch der Einsatz hubraumstärkerer Sportwagen bis auf weiteres ausgeschlossen war. Die Ausgangslage änderte sich für die Rennsportsaison 1962 jedoch in mehrfacher Hinsicht.

### Die Reglementsänderungen ab der Sportwagensaison 1962
Für die Sportwagen-Weltmeisterschaft 1962 und damit die Markenweltmeisterschaft für Automobile beschloss die Fédération Internationale de l’Automobile (FIA), nur noch Fahrzeuge zuzulassen, die in der seriennahen Kategorie der Gran-Turismo-Fahrzeuge homologiert waren. Die oberste Hubraumklasse reichte weiterhin nur bis 3,0 Liter Hubraum.
Die Veranstalter von vier großen, traditionsreichen WM-Läufen – die Saison sah insgesamt acht Rennveranstaltungen vor – wollten jedoch nicht auf die spektakulären Fahrzeuge der Prototypen-Kategorie verzichten. Gemeinsam schrieben sie daher parallel zu den WM-Kategorien der FIA den Sports Car Cup für Prototypen bis 3,0 Liter Hubraum aus.
Der Organisator des 24-Stunden-Rennens von Le Mans, der französische Automobile Club de l’Ouest, wollte jedoch darüber hinaus noch leistungsstärkere Rennsportwagen präsentieren und schuf die Trophäe Challenge Mondial de Vitesse et d’Endurance. Sie war für Rennsport-Prototypen bis 4,0 Liter Hubraum ausgeschrieben. Die konkurrierenden Hersteller mussten dazu an den vier Langstreckenrennen in Sebring, der Targa Florio, auf dem Nürburgring und in Le Mans antreten.

### Die Position des 330 GTO innerhalb des Ferrari-Modellprogramms
Mit dem
- Ferrari 250 GT Berlinetta SWB (Chassisnummern ab 1539GT seit 1959),
- dem 250 GT California Spyder SWB (Chassisnummern ab 1795GT seit 1960) und vor allem
- dem neuen 250 GTO (Chassisnummern ab 3223GT)

hatte das italienische Unternehmen siegfähige Fahrzeuge für die GT-Kategorie bis 3,0 Liter Hubraum. Sie standen neben der Werksmannschaft auch Privatteams zur Verfügung.
In der Prototypen-Kategorie bis 3,0 Liter Hubraum experimentierte Ferrari mit verschiedenen Konzepten, namentlich
- den drei 250TRI/61 Fantuzzi Spidern (Chassisnummern 0782TR, 0792TR und 0794TR) mit einem V12-Frontmotor und 3,0 Liter Hubraum sowie
- sechs Fantuzzi-Spidern mit längs eingebautem Mittelmotor (Chassisnummern 0790, 0796, 0798, 0802, 0804 und 0806). Je nach Motorisierung wurden sie als 196SP, 246SP, 286SP, 248SP und 268SP bezeichnet und hatten V6-Motoren mit 2,0, 2,4 und 2,8 Liter oder neue V8-Motoren mit 2,4 und 2,6 Liter Hubraum.

Aufgrund ihrer Anzahl und ihres Leistungspotenzials waren schon sie weitgehend konkurrenzlos und erste Kandidaten auf Gesamtsiege.
Gleichwohl schuf Ferrari für die Trophäe Challenge Mondial de Vitesse et d’Endurance und den angestrebten prestigeträchtigen Gesamtsieg in Le Mans ab 1962 den offenen 330TRI (Chassisnummer 0808) mit 4,0-Liter-V12-Frontmotor sowie die Baureihe 330 GTO.
Die Rennabteilung Scuderia Ferrari und das Werk allgemein nutzten zur damaligen Zeit keine völlig einheitliche Bezeichnung für das neue Modell, was heute im Einzelfall für Verwirrung sorgen kann. Die Bezeichnung 330 GTO hat sich erst nachträglich etabliert. Mit 330 verweist sie analog den 250-er- und den weiteren 330-er-Modellen auf den gerundeten Hubraum je einzelnem Zylinder in Kubikzentimeter, während beim zivilen Spitzenmodell 400 Superamerica der Gesamthubraum in Zentiliter die Namensgrundlage bildet. Die Bezeichnung GTO wurde vom äußerlich ähnlichen 250 GTO übernommen. Sie ist in zweierlei Weise irreführend: Aufgrund seiner Konstruktion war der 330 GTO weder ein seriennahes GT-Fahrzeug im sportrechtlichen Sinne, noch konnte oder sollte er als solcher homologiert werden („Omologato“).
Die Rückkehr zu einer geschlossenen Coupé-Karosserie beruhte auf den Erkenntnissen des leitenden Entwicklungsingenieurs Giotto Bizzarrini und der Einsicht Enzo Ferraris anhand von ersten aerodynamischen Versuchen im Windkanal der Universität Pisa. Die geschlossene Karosserie verringerte den Luftwiderstand und verbesserte den Anpressdruck, was sich positiv auf die Höchstgeschwindigkeit und die Fahrzeugstabilität in den Kurven auswirkte.

### Wichtige öffentliche Auftritte des 330 GTO, seine Nachfolger und Nachbauten
Seinen ersten öffentlichen Auftritt hatte der 330 GTO als Werkswagen anlässlich des 1000-km-Rennens auf dem Nürburgring 1962 am 27. Mai, seinen zweiten beim 24-Stunden-Rennen von Le Mans am 23./24. Juni. Da es nur wenige große Veranstaltungen gab, an denen Rennsport-Prototypen mit vier Liter Hubraum teilnehmen konnten, fand der 330 GTO keine weite Verbreitung. Hinzu kam, dass bereits die Ferrari-Rennsport-Prototypen der Klasse bis 3,0 Liter Hubraum wegen geringer Konkurrenz überlegen und meist siegreich waren. Gleichwohl entwickelte Ferrari als Alternative beziehungsweise Nachfolger für 1963 den 330 LMB. Er war technisch sehr eng mit dem 330 GTO verwandt, hatte jedoch eine aerodynamisch günstige Heckpartie, die dem 250 GT Berlinetta Lusso ähnelte.
Nach den ersten beiden 330 LMB (Chassisnummern 4381SA und 4453SA) und vor den letzten beiden (Chassisnummern 4619SA und 4725SA) begann Ferrari mit den Arbeiten an einem weiteren 330 GTO (Chassisnummer 4561SA). Das Fahrzeug wurde jedoch – anders als die 330 LMB – erst am 23. September 1963 fertig, als die vier Prototypenrennen der Saison bereits vorbei waren. Die Ära der hubraumstarken Frontmotor-Rennsport-Coupés endete schließlich 1964 mit der Einführung des Ferrari 330P mit 4,0-Liter-V12-Zylinder-Mittelmotor, der konsequenten Weiterentwicklung der Modelle 250P und 275P.
In privater Hand war für den älteren 330 GTO – neben Bergrennen, Straßen-Rallyes und kleineren Rundstrecken-Rennen – noch eine Teilnahme bei der zur Sportwagenweltmeisterschaft zählenden Targa Florio 1965 zu verzeichnen. Das jüngere Fahrzeug erschien 1988/89 und von 1999 bis 2011 ungeachtet seines exorbitanten Wertes wiederholt im historischen Automobilrennsport.
Ab den 1980er-Jahren entstanden auf private Initiative einzelner Fahrzeugeigentümer hin mehrere Recreations/Repliken des 330 GTO auf der Basis anderer Fahrzeuge der Ferrari-330-Modellfamilie.

## Die Technik des 330 GTO

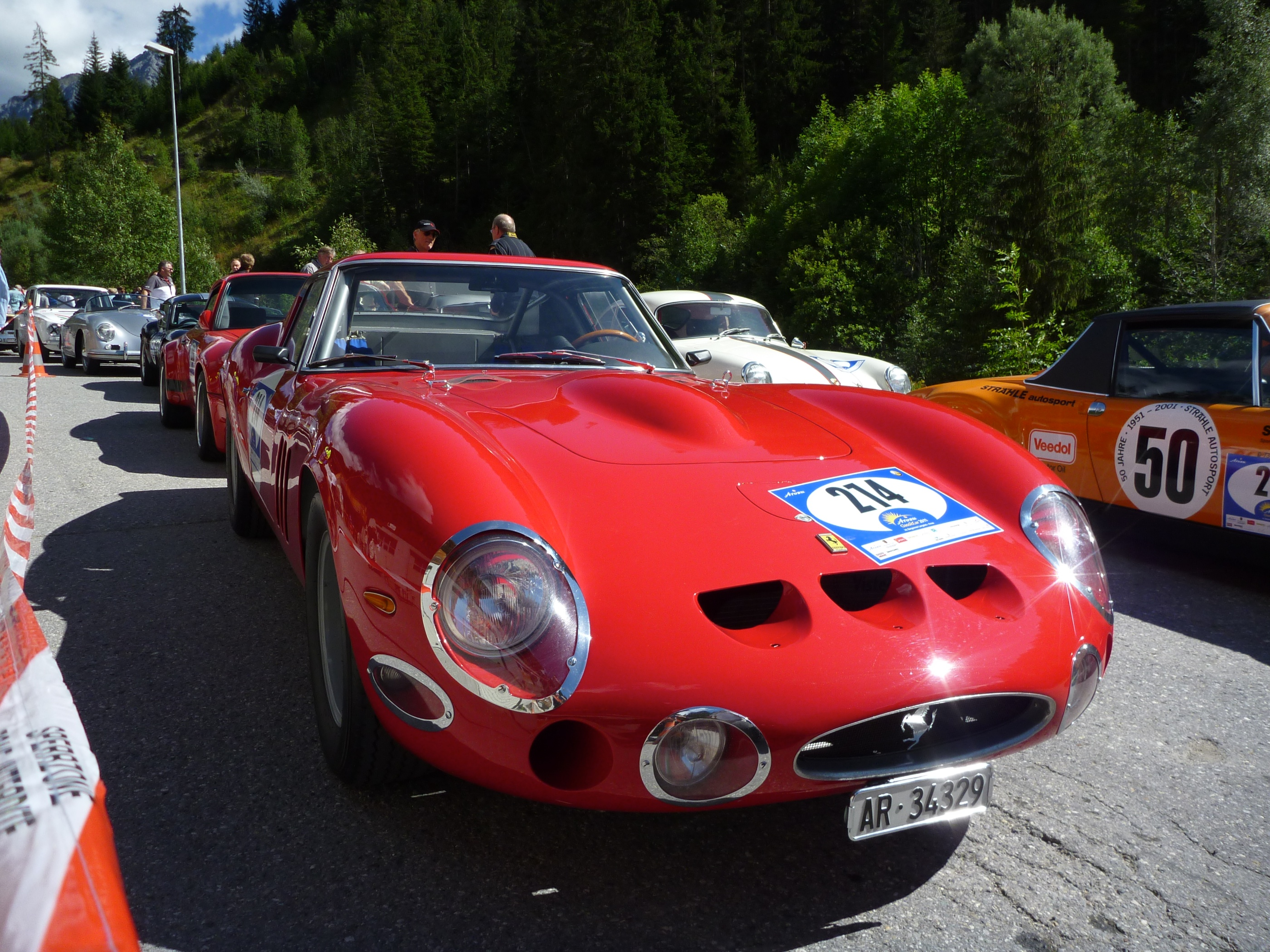
Die hochwertige Ferrari-330-GTO-Replika #6291GT, 1984 für den Rennfahrer und Sammler David Piper neu aufgebaut

Bei der Fahrzeugtechnik dieses Modells griff Ferrari auf eine Reihe von vorhandenen, bewährten Komponenten zurück, die sowohl bei anderen Rennsportwagen verwendet wurden, als auch überarbeitete Komponenten aus leistungsstarken Straßenmodellen. Ähnlich ging Ferrari zur selben Zeit beim 330 TRI/LM vor, bei dem der gleiche Motor mit einem modifizierten Fahrgestell eines 250 TRI/60 und einer offenen Spider-Karosserie kombiniert wurde.

### Chassis
Ausgehend vom äußeren Erscheinungsbild des 330 GTO wird mitunter gemutmaßt, er habe das (verlängerte) Chassis Tipo 539/62 Comp. des 250 GTO. Jedoch unterscheiden sich wegen des anderen Kurbelgehäuses Abmessungen und Gewicht des 4,0-Liter-Motors von denen des 3,0-Liter-Motors. Tatsächlich nutzte Ferrari daher angepasste Chassis des Straßensportwagens 400 Superamerica Tipo 538.
Für das Chassis 3765LM ist die Bezeichnung Tipo 538/566 überliefert, eine relativ eigenständige, erleichterte und steifere Variante speziell für das 24-Stunden-Rennen von Le Mans (daher das Kürzel LM); sie wurde zeitlich kurz vor dem Ferrari 330 TRI/LM (Chassis Tipo 568) entwickelt. Für das Chassis 4561SA wurde ein weitgehend unverändertes Chassis Tipo 538 entsprechend dem 400 Superamerica verwendet. Bei dem ältesten in Betracht kommenden Chassis, 3673, liegen keine gesicherten Anhaltspunkte dafür vor, dass es bereits die spezielle LM-Konfiguration hatte; offiziell trägt es bis heute das Buchstabenkürzel SA für Superamerica.
Wie bei allen zeitgenössischen Straßen- und Rennsportwagen nutzte Ferrari auch beim 330 GTO einen Stahl-Rohrrahmen mit zwei Längsträgern und Traversen aus Rohren mit ovalem Querschnitt. An der Vorderachse hat er eine Einzelradaufhängung mit oberen und unteren Dreiecksquerlenkern, von Schraubenfedern umgebene Teleskopstoßdämpfer sowie einen Stabilisator und eine Schneckenrollenlenkung. Hinten befindet sich eine klassische Starrachse mit halbelliptischen Blattfedern und Teleskopstoßdämpfern. An allen vier Rädern sind Scheibenbremsen montiert. Während die Chassis 3765LM und 3673 als Linkslenker ausgelegt waren, hat das Chassis 4561SA eine Rechtslenkung. Im Heck liegt der Kraftstofftank mit 140 Liter Inhalt. Die vorderen Felgen und Reifen haben die Abmessungen 6.00 × 15 Zoll, die hinteren 7.00 × 15 Zoll. Die Maße der damals verwendeten Diagonal-Rennreifen entsprechen in der heute für Radial-Gürtelreifen üblichen Bezeichnung in etwa den Größen 195 R 15 vorne und 225 bis 235 R 15 hinten.
Im Gegensatz dazu nutzen der 330 TRI/LM ein Chassis Tipo 568 mit Einzelradaufhängung auch hinten und die vier 330 LMB ein Chassis Tipo 574 mit Starrachse und längerem Radstand.

### Motor
Der 330 GTO wird von einem modifizierten Motor des Ferrari 400 Superamerica Tipo 163 beziehungsweise 163LM angetrieben. Es ist ein vorne längs hinter der Vorderachse eingebauter V12-Motor mit einem Zylinderbankwinkel von 60 Grad. Kurbelgehäuse und Zylinderkopf bestehen aus einer Aluminium-Legierung. Jede Zylinderbank besitzt eine obenliegende Nockenwelle und zwei Ventile pro Zylinder. Aus einer Zylinderbohrung von 77,0 Millimeter und einem Kolbenhub von 71,0 Millimeter resultiert ein Hubraum von insgesamt 3967,45 Kubikzentimeter, somit 330,62 Kubikzentimeter pro Zylinder, woraus sich die Modellbezeichnung ableitet.
Bei einem Verdichtungsverhältnis von 8,8 : 1 ergibt sich eine Höchstleistung von bis zu etwa 390 PS (287 kW) bei 7500 Umdrehungen pro Minute. In dieser Konfiguration werden sechs Weber-Vergaser des Typs 42 DCN verwendet. Jeder Zylinder hat nur eine Zündkerze, jede Zylinderbank eine eigene Zündspule. Die Versorgung mit dem Motoröl übernimmt eine Trockensumpfschmierung. Die Kraftübertragung erfolgt über eine Mehrscheiben-Trockenkupplung, ein direkt am Motor angeflanschtes, handgeschaltetes Vierganggetriebe mit Rückwärtsgang sowie eine kurze Kardanwelle zum konventionellen Differentialgetriebe an der Hinterachse.

### Karosserie
Die Coupé-Karosserie entspricht weitgehend derjenigen des ebenfalls 1962 vorgestellten Ferrari 250 GTO, von dem in den Folgejahren 39 Exemplare entstanden. Es war die erste Ferrari-Karosserie, die gezielt nach aerodynamischen Gesichtspunkten ausgerichtet und im Windkanal der Universität Pisa optimiert wurde. Für die Entwicklung, die unter persönlicher Aufsicht von Enzo Ferrari stand, zeichnete Giotto Bizzarrini verantwortlich. Die Karosserie ist durch eine niedrige, stark gerundete Front sowie ein abgeschnittenes Heck, ein sogenanntes „Kamm-Heck“, benannt nach dem deutschen Aerodynamiker Wunibald Kamm, gekennzeichnet. Eine Spoilerkante am Heck verringert den Fahrzeugauftrieb; an der Fahrzeugfront, der Motorhaube und an den Kotflügeln hinter den Vorderrädern experimentierte Ferrari zur Verbesserung des Luftflusses, der Verringerung des Auftriebs und der Optimierung der Motorkühlung mit unterschiedlichen Luftein- und -auslässen.
Speziell für den 330 GTO wurde die Karosserie an das etwas längere und breitere, vom Ferrari 400 Superamerica abgeleitete Chassis angepasst. Insbesondere ist die Fahrzeugfront wenige Zentimeter länger und die Ausbuchtung auf der Motorhaube wegen des höher bauenden Motors länger und höher. Gefertigt wurden die Aufbauten bei der Carrozzeria Scaglietti in Maranello, wobei Sergio Scaglietti die von Bizzarrini entwickelten und im Windkanal überprüften Ideen umsetzte. Dem Reglement entsprechend ist das Modell als Zweisitzer ausgelegt.

### Abmessungen und Fahrleistungen
Zu den Maßen, dem Gewicht und den Fahrleistungen liegen im Detail abweichende Angaben vor, was auch dadurch begründet ist, dass es sich um weitgehend von Hand gefertigte Einzelstücke mit unterschiedlichen Einsatzzwecken handelt. Der Radstand wird zumeist mit 2420 Millimeter angegeben, für das Fahrzeug aus dem Jahr 1963 findet sich auch die Angabe 2450 Millimeter, was mitunter mit den Anforderungen des großgewachsenen Erstbesitzers erklärt wird. Bei den technisch verwandten Schwestermodellen lagen sie hingegen für den 250 GTO bei 2400 Millimeter, für den 330 TRI/LM bei 2420 und für den 330 LMB bei 2500 Millimeter.
Die Maße für Länge, Breite und Höhe werden wiederholt mit 4360 × 1675 × 1245 Millimeter angegeben, das Trockengewicht mit 950 Kilogramm. Die Höchstgeschwindigkeit lag je nach Getriebeübersetzung bei etwa 280 Kilometer pro Stunde.

## Die einzelnen Fahrzeuge
Je nach Quelle und Sichtweise gehen Autoren heute davon aus, dass 1962 und 1963 nur zwei beziehungsweise drei Ferrari 330 GTO im Ferrari-Werk entstanden. Zwei existieren bis heute, teils mit gewissen technischen Veränderungen; das dritte in Betracht gezogene Fahrzeug wurde in den 1980er-Jahren grundlegend umgebaut und existiert gleichfalls bis heute. Sie alle gehören zu den hochpreisigen Sammlerfahrzeugen mit einem Zeitwert im siebenstelligen Euro- und Dollar-Bereich.
Daneben waren die im Werk hergestellten 330 GTO Vorbild für mehrere hochwertige 330-GTO-Recreations, die auf private Initiative hin in mehreren hochangesehenen Fachbetrieben für Ferrari-Restaurierungen aufgebaut wurden.

### Der Ferrari 330LM GTO, Chassisnummer 3765LM von 1962

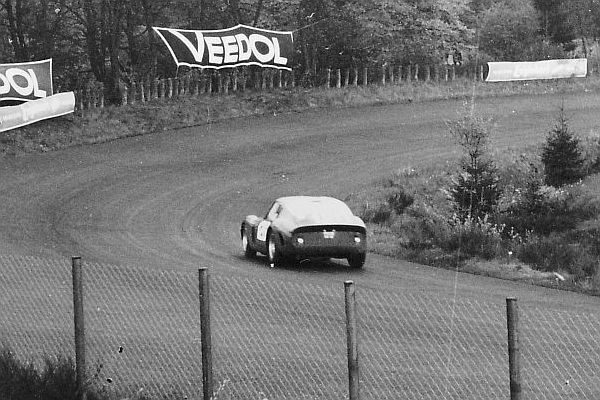
Ein seltenes zeitgenössisches Foto eines Ferrari 330 GTO auf dem Nürburgring 1962, je nach Sichtweise #3765LM oder der ursprüngliche #3673SA

Der Ferrari 330LM GTO mit der Chassisnummer 3765LM wurde im Mai 1962 fertiggestellt. Um diese Zeit entstanden bei Ferrari primär offene und geschlossene Straßensportwagen der Serie 250 GT, aber auch mehrere 250-GTO-Rennsportwagen (Chassisnummern 3729GT, 3757GT, 3767GT, 3769GT und 3809GT), daneben auch der 25. und damit letzte Ferrari 400 Superamerica Serie I als Aerodinamico Coupé (Chassisnummer 3747SA).
Das in traditionellem Rot lackierte Fahrzeug hat unter mehreren Gesichtspunkten eine Sonderstellung. Es besitzt – jedenfalls heute – als einziges die spezielle Chassiskonfiguration Tipo 538/566 mit dem Kürzel LM; zudem war es der einzige 330 GTO, den die Scuderia Ferrari jemals als Werkswagen beim 24-Stunden-Rennen von Le Mans einsetzte.
Im Training zum Rennen 1962 erzielten Mike Parkes und Lorenzo Bandini die zweitschnellste Zeit hinter dem Ferrari 330 TRI/LM unter Olivier Gendebien und Phil Hill. Im Rennen schied der 330LM GTO mit der Startnummer 7 nach rund sechs Stunden aus: Er war von der Strecke abgekommen und in der Auslaufzone in ein tiefes Kies- und Sandbett geraten; in der Folge überhitzte der Motor.
Gegen Ende der Saison 1962 verkaufte Ferrari den Wagen an den italienischen Unternehmer und Rennfahrer Pietro Ferraro, der mehrfach an der Targa Florio teilgenommen hatte, zumeist aber Bergrennen bestritt, teils unter seinem Pseudonym „Montin“. Er setzte den 330 GTO 1964 nochmals bei einem Bergrennen ein. Noch im selben Jahr erwarb der italienische Rennfahrer Ferdinando Latteri das Fahrzeug und ließ es auf den 3,0-Liter-V12-Motor aus dem ehemaligen Ferrari-250P-Testwagen einschließlich des angeflanschten Fünfganggetriebes umrüsten. Mit ihm bestritt er 1965/66 noch mehrere Rennen in Italien, darunter im Mai 1965 die zur Sportwagen-Weltmeisterschaft 1965 zählende Targa Florio; bei unterklassigen Rennen erzielte er teils auch Gesamt- oder Klassensiege. Im Jahr 1967 wechselte der Wagen über das Ferrari-Werk für lediglich 8.000 US-Dollar und nunmehr gelb lackiert in die Vereinigten Staaten. Das zwischenzeitlich restaurierte Fahrzeug nahm 1973 erstmals an einem Concours d’Elegance teil, ging durch die Hände mehrerer US-Amerikaner und gehört seit 1985 dem Automobilsammler James Jaeger aus Cincinnati, Ohio.
Selten – teils mit mehrjährigen Abständen – wird das inzwischen auf höchstem Niveau restaurierte und wieder rot lackierte Fahrzeug auf den größten Schönheitskonkurrenzen für Automobile präsentiert. Höhepunkte waren der zweite Platz in seiner Klasse beim namhaften Pebble Beach Concours d’Elegance 2011 sowie der Preis „Best of Show“ beim Amelia Island Concours d’Elegance. Jaeger besitzt inzwischen auch wieder einen rennsportlich vorbereiteten 4,0-Liter-V12-Motor und stellt ihn gelegentlich zusammen mit dem Fahrzeug aus, in dem weiterhin der kleinere, 1964 montierte 3,0-Liter-V12-Motor mit Fünfganggetriebe eingebaut ist.
Im Unterschied zum Fahrzeug mit der Chassisnummer 4561SA hat dieses Exemplar nur zwei statt drei seitliche Entlüftungsschlitze hinter den Vorderrädern und kleine rechteckige, bündig in die Front eingelassene Nebelscheinwerfer. Während bei dem Fahrzeug, das 1962 als Werkswagen auf dem Nürburgring eingesetzt wurde, die Blinker unterhalb der Scheinwerfer in die Front eingelassen waren, liegen sie bei diesem Fahrzeug – ebenso wie zusätzliche äußere Begrenzungsleuchten– seitlich neben den Scheinwerfern.

### Der Ferrari 330 GTO, Chassisnummer 4561SA von 1963
Die genauen Hintergründe zum Ferrari 330 GTO mit der Chassisnummer 4561SA sind nicht geklärt. Der Baubeginn und die Chassisnummer zwischen den vier 330 LMB könnten auf eine geplante Le-Mans-Teilnahme 1963 hindeuten, die Rechtslenkung auf einen ursprünglichen Kunden aus dem Vereinigten Königreich. Andererseits besitzt er nicht die Chassismodifikationen Tipo 538/566 mit LM-Kürzel, sondern ein Serienchassis Tipo 538 mit SA-Kürzel analog den Ferrari 400 Superamerica. Auch soll der Radstand geringfügig länger sein als beim Vorjahreswagen. Ferner hat das Fahrzeug, das letztlich erst am 23. September 1963 komplettiert wurde, einen weitgehend seriennahen 4,0-Liter-V12-Motor Tipo 163 entsprechend den 400 Superamerica. Im unmittelbaren zeitlichen Umfeld entstanden ausnahmslos geschlossene Straßensportwagen der Serie 250 GT.
Erster Eigentümer war der Franzose Michel Paul-Cavallier, wohnhaft im Chateau de Gentilly in Maxéville und Besitzer des Hüttenwerks und Getriebeherstellers Pont-à-Mousson. Er war ein enger Vertrauter Enzo Ferraris und seinerzeit Direktor der Ferrari SEFAC SpA, der Società per Azione Esercizio Fabbriche Automobile e Corse, seit 1961 Rechtsträger hinter dem Rennstall Scuderia Ferrari. Bereits zuvor hatte er sich mehrere ungewöhnliche Ferrari-Einzelstücke anfertigen lassen, so Ende 1955 das Rennsportcoupé 410 Sport Berlinetta mit der Chassisnummer 0594CM und 1960 den 400 Superamerica Scaglietti Spider mit der Chassisnummer 2311SA.
Schon 1964 verkaufte Paul-Cavallier den straßenzugelassenen 330 GTO an den Briten Colonel R. J. „Ronnie“ Hoare, Mitbetreiber des namhaften britischen Ferrari-Rennstalls Maranello Concessionaires, der ihn im September 1964 an den britischen Rennfahrer Charles Daniels weiterverkaufte. Daniels erlitt mit dem Wagen im Folgejahr einen schweren Verkehrsunfall, worauf der 330 GTO zum Neuaufbau in das Ferrari-Werk gebracht wurde. Die Chassisträger wurden gerichtet und eine neue Traverse eingebaut. Beim Karosseriebauer Carrozzeria Sports Cars unter Piero Drogo erhielt das Fahrzeug eine neue Front mit größerem Kühllufteinlass, einen dritten Schlitz zur Motorraumentlüftung seitlich hinter den vorderen Radkästen sowie größere, mit Acrylglas verschalte Nebelscheinwerfer von Marchal.
Im März 1966 nahm Daniels an zwei kleineren nationalen Rennveranstaltungen teil, einem vom British Racing and Sports Car Club (BRSCC) veranstalteten Rennen in Snetterton, wo er nach Unfall ausschied, sowie dem Maidstone & Mid-Kent Motor-Club Meeting in Brands Hatch, wo er den dritten Gesamtrang erzielte. Für die folgenden 16 Jahre verschwand das Fahrzeug aus dem öffentlichen Fokus.
In den 1980er-Jahren erschien der 330 GTO unter einem weiteren Briten bei zwei europäischen Ferrari-Treffen, unter zwei US-Amerikanern bei einer Oldtimerveranstaltung auf den Bahamas. Im Mai 1987 ließen sie das Fahrzeug über das Auktionshaus Christie’s in Monaco versteigern, wo es zwei Schweizer für 940.754 Pfund Sterling (inklusive Aufschlag) erwarben. In den folgenden beiden Jahren nahmen sie jeweils am AvD-Oldtimer-Grand-Prix auf dem Nürburgring und am Targa Florio Revival teil und siegten beim Grand Prix de Dijon. Während des ersten Booms für Oldtimer und speziell Ferrari kaufte eine Schweizer Handelsgesellschaft, bestehend aus drei namhaften Schweizer beziehungsweise Liechtensteiner Unternehmern und Investoren, das Fahrzeug 1990 für 17 Millionen Schweizer Franken, womit es schlagartig zu einem der teuersten automobilen Sammlerstücke wurde.
Nachdem zwischenzeitlich einer der drei Teilhaber, der Schweizer Textilunternehmer und Ferrari-Sammler Engelbert Stieger, das Fahrzeug allein übernommen hatte, ist es seit Januar 1998 ununterbrochen im Eigentum des Schweizer Unternehmers und Ferrari-Enthusiasten Carlo Voegele aus Rapperswil im Kanton St. Gallen. Die jeweiligen Verkaufspreise wurden nicht bekannt. Voegele präsentiert den 330 GTO seitdem regelmäßig bei den größten und namhaftesten Oldtimer-Ausstellungen und -Rennen weltweit. Die Rennen bestreitet er ganz überwiegend selbst, vergibt ihn nur einzelfallweise an andere Fahrer, darunter den Oldtimerexperten Lukas Hueni. Der Wagen erschien dabei wiederholt bei Veranstaltungen auf dem Circuit de Spa-Francorchamps, dem Nürburgring, dem Autodromo Nazionale Monza, dem Autodromo Internazionale del Mugello, dem Goodwood Circuit, dem Silverstone Circuit und dem Laguna Seca Raceway. Ferner präsentierte er ihn auf dem Autodromo Vallelunga, in Le Mans, Brands Hatch und Modena, auf dem Misano World Circuit, in Donington Park und Genf, am Circuit Paul Ricard und am Hungaroring, in Dijon, Pebble Beach und der Messe Rétromobile in Paris. Größte sportliche Erfolge waren fünf Siege Voegeles in der Ferrari Maserati Historic Challenge 2008 mit dem Rennen 2 in Mugello sowie je beiden Rennen in Paul Ricard und am Hungaroring sowie Siege beim Silverstone Classic 2010 und den Monterrey Historic Races in Laguna Seca 2011.

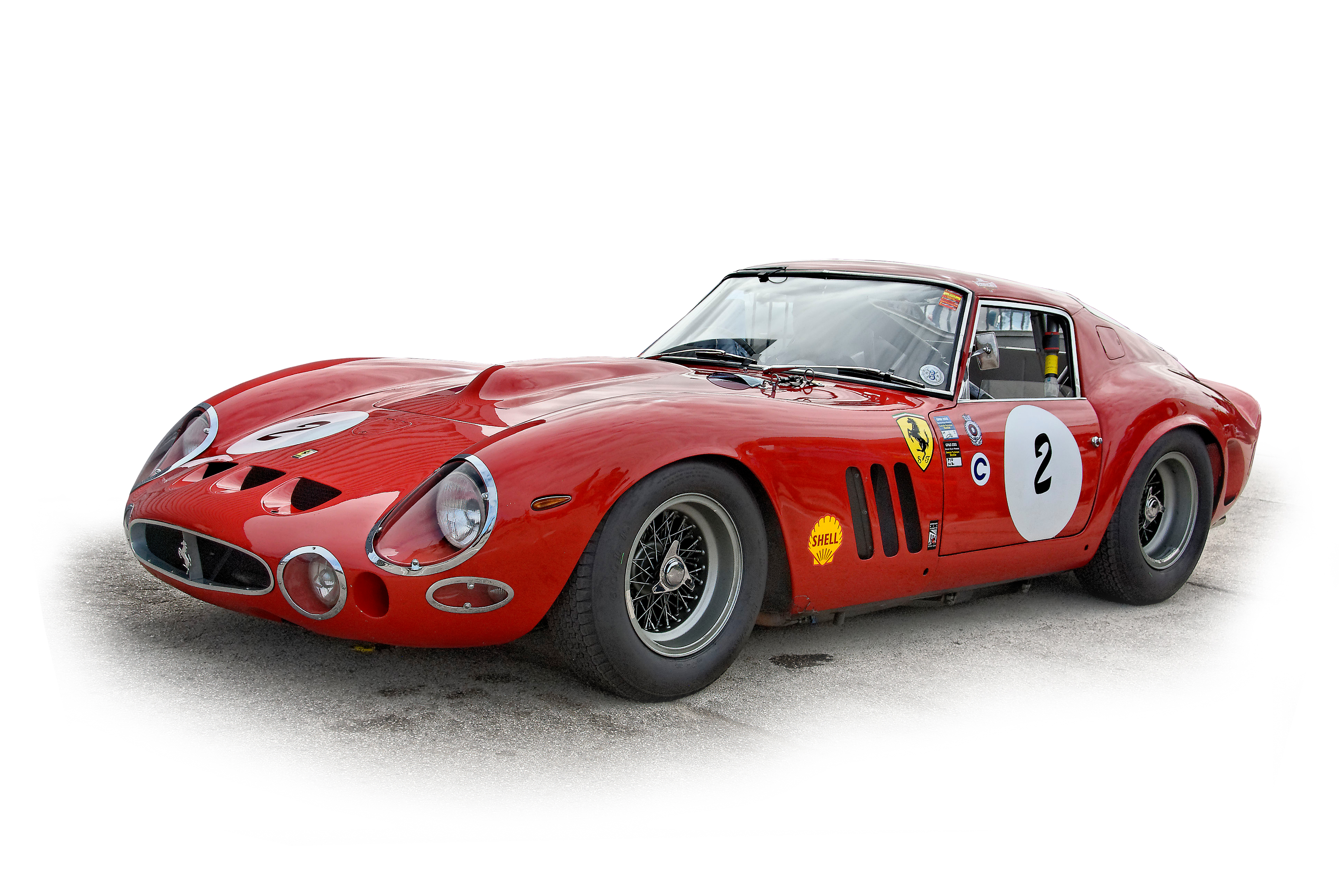
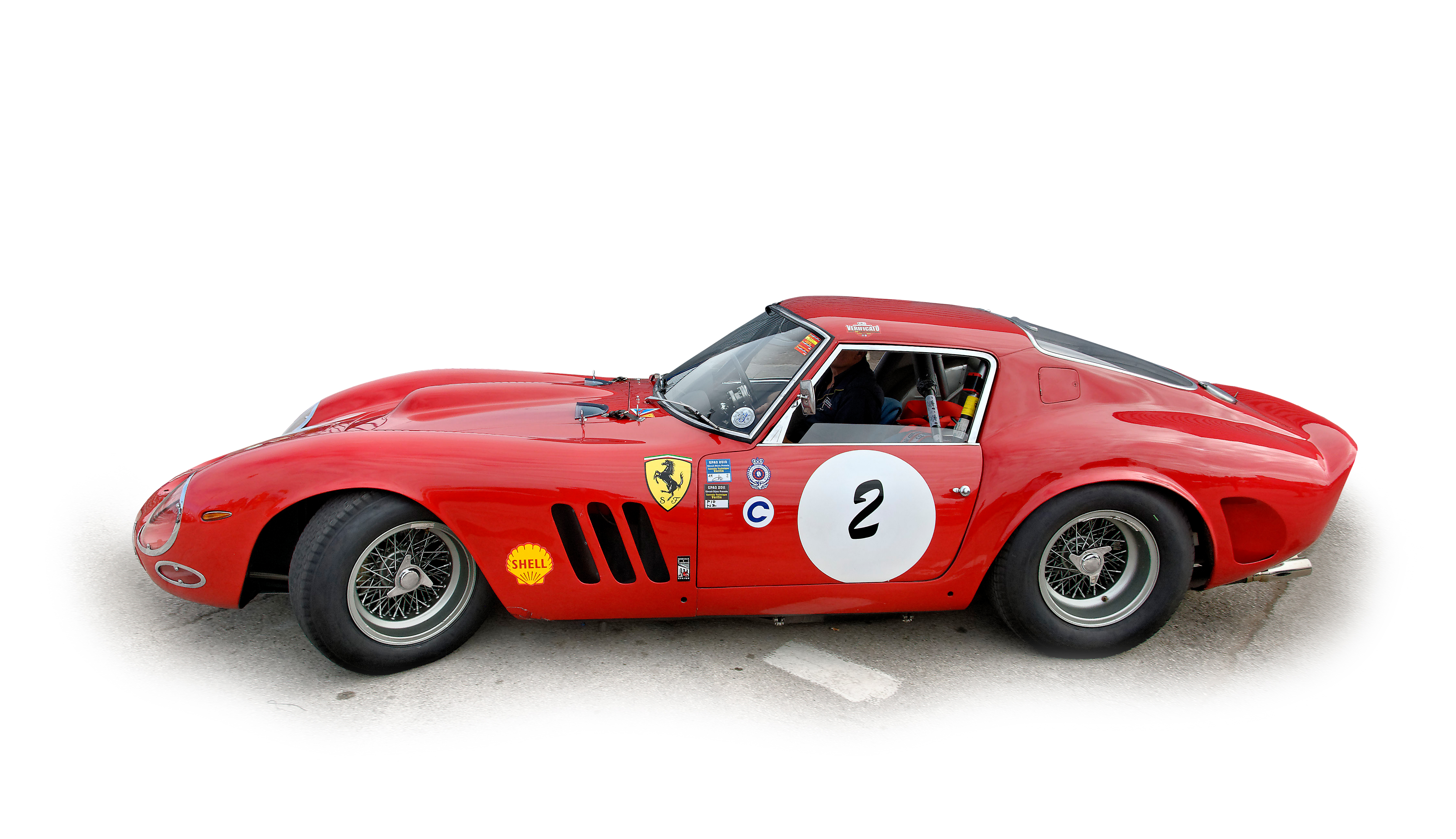
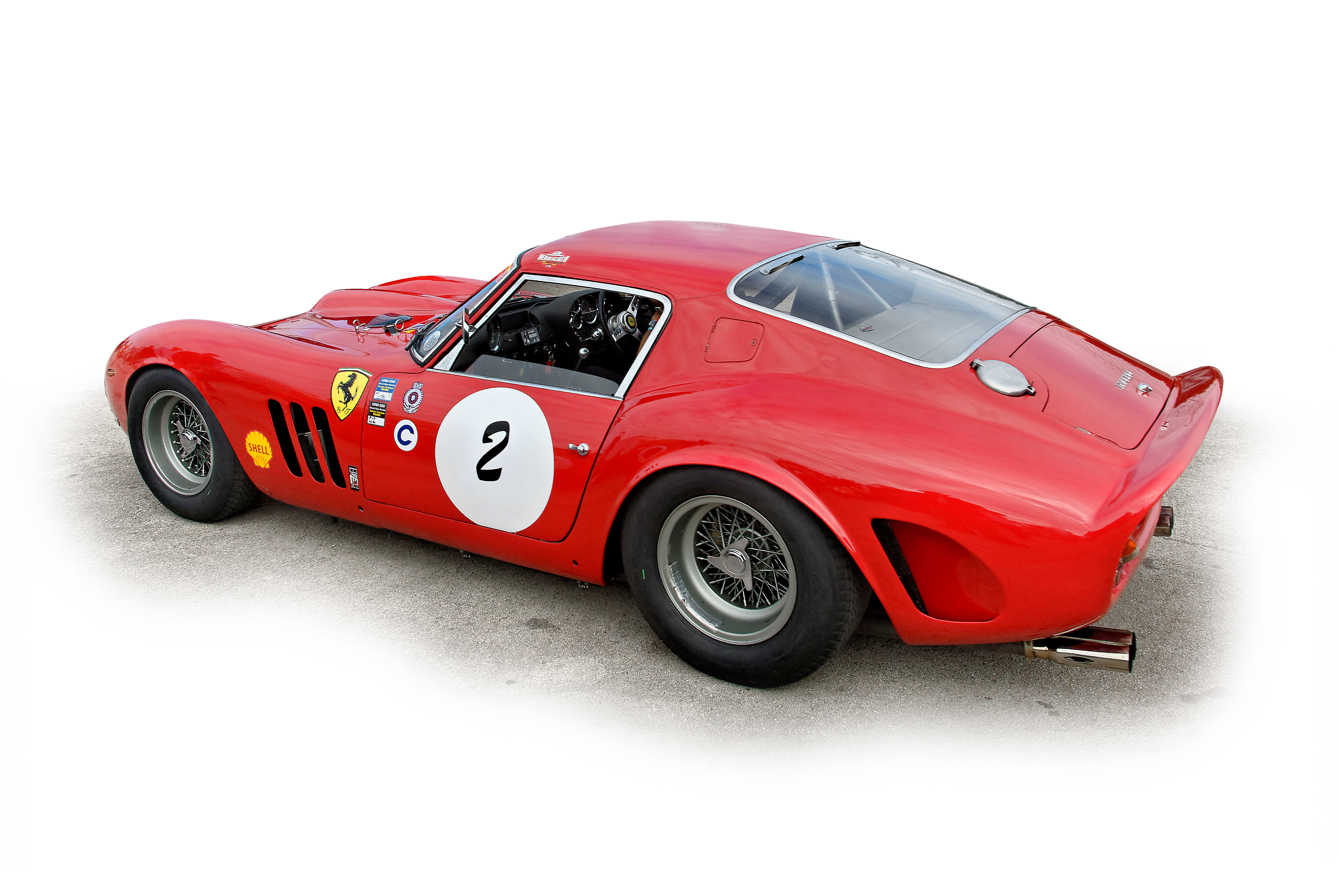

### Der Ferrari mit der Chassisnummer 3673SA von 1962
Bei dem Fahrzeug mit der Chassisnummer 3673SA aus dem Jahr 1962 ist umstritten, ob und inwieweit es dem Modell 330 GTO zuzurechnen ist. Werksunterlagen zu den noch heute eingebauten Komponenten Motor, Hinterachse und Getriebe belegen deren Produktion im Oktober 1962 und eine Fertigstellung des Fahrzeugs am 19. November 1962, mithin nach dem Ende dieser Rennsportsaison. Zu diesem Zeitpunkt war es unstrittig ein Ferrari 400 Superamerica GT, ein Einzelstück mit für den Rennsport erleichterter Serienkarosserie. Hieraus resultiert eine Kontroverse.
Manche folgern daraus, dass der Ferrari-330-GTO-Werkswagen, der am 27. Mai 1962 an dem 1000-km-Rennen auf dem Nürburgring teilnahm, derjenige mit der Chassisnummer 3765LM gewesen sein muss, der auch am 23. und 24. Juni das 24-Stunden-Rennen in Le Mans bestritt.
Andere verweisen darauf, dass das Fahrzeug mit der Chassisnummer 3673SA zeitlich vor dem Le-Mans-330-GTO vom Mai 1962 begonnen worden sein muss. Auch unterscheiden sich der am Nürburgring eingesetzte 330 GTO und der Le-Mans-330-GTO äußerlich in mehreren Punkten, so bei den Lufteinlässen, der Wölbung auf der Motorhaube und der Position von Begrenzungsleuchten und Blinkern. Ein Grund für einen Austausch der gesamten Front nach dem Nürburgring-Rennen ist jedoch nicht ersichtlich. Nach neueren Rechercheergebnissen komplettierte Ferrari das Chassis Nummer 3673SA spätestens im Mai 1962 zum ersten 330 GTO und setzte ihn, nicht das für Le Mans bestimmte Fahrzeug mit der Chassisnummer 3765LM, als Werkswagen auf dem Nürburgring ein. Dort errangen Willy Mairesse und Mike Parkes den zweiten Gesamtrang hinter dem offenen Mittelmotor-Prototyp Ferrari 246 SP mit der Chassisnummer 0790 unter Olivier Gendebien und Phil Hill sowie den Klassensieg bei den Prototypen bis 4,0 Liter Hubraum. Nach den neueren Rechercheergebnissen erlitt das Fahrzeug sodann im Juni 1962 bei Testfahrten im Straßenverkehr unter Willy Mairesse außerhalb von Maranello einen schweren Unfall, bei dem es in zwei Teile zerrissen und zerstört wurde. Im Werk wurde daraufhin aus neuen und vorrätigen Teilen, darunter einer 400-Superamerica-Karosserie, ein vollständig neues Fahrzeug aufgebaut, das jedoch die alte Chassisnummer behielt.
Der 400 Superamerica GT wurde im November 1962 an ein italienisches Unternehmen verkauft. Für die folgenden 17 Jahre war das Fahrzeug in der Öffentlichkeit nicht mehr zu sehen und wechselte noch in den 1960er-Jahren in die USA, wo es nacheinander vier Eigentümer fand. Der letzte, ein Automobilhändler, präsentierte es 1979 auf dem Concours International in New York City. Über diesen Händler erwarb es noch im selben Jahr der italienische Unternehmer und Ferrari-Sammler Fabrizio Violati mit seinem Unternehmen Bellancauto, der vor allem durch sein 1989 in Falciano in San Marino eröffnetes Automobilmuseum Maranello Rosso Collection bekannt wurde.
Im Jahr 1985 verkaufte Violati den 400 Superamerica GT an den britischen Adligen Paul Vestey, 3. Baronet. Er ließ das Fahrzeug bei dem bekannten britischen Ferrari-Restaurator DK Engineering als Ferrari 330 GTO neu einkleiden; die Karosserie des 400 Superamerica GT konnte erhalten werden und befindet zwischenzeitlich auf dem angepassten Chassis eines Ferrari 250 GTE. Über einen japanischen Ferrari-Liebhaber, der das umgebaute Fahrzeug 1989 erworben hatte, gelangte es 1995 in das Eigentum des bekannten japanischen Ferrari-Sammlers Yoshiho Matsuda aus Tokio. Mehrere Jahre war es in dessen Ferrari Museum of Art ausgestellt und errang 1995 den zweiten Platz in seiner Klasse beim Forza Ferrari Concours in Suzuka. Im Jahr 2002 erwarb der deutsche Unternehmer Martin Viessmann aus Korbach das Sportcoupé, der Verkauf wurde jedoch aus nicht bekannten Gründen rückabgewickelt. Stattdessen wechselte es in die USA, wo es nacheinander drei neue Eigentümer fand.

## Die motorsportliche Bedeutung des 330 GTO
Für Ferrari war der 330 GTO letztlich von geringer motorsportlicher Bedeutung, da es 1962 und 1963 an ernsthafter Konkurrenz in der Prototypenklasse bis 4,0 Liter Hubraum fehlte. In der Saison 1962 gewann Ferrari alle vier Läufe zur Challenge Mondial de Vitesse et d’Endurance und damit die Gesamtwertung deutlich vor Porsche. Bei drei Veranstaltungen siegten Prototypen der kleineren 3-Liter-Kategorie, in Le Mans der offene 330 TRI/LM.
In der Saison 1963 gewann Ferrari ebenfalls die Trophäe und drei der vier Einzelrennen, wiederum mit Porsche als einzigem ernsthaften Gegner. Für alle drei Gesamtsiege genügte jeweils ein offener 3-Liter-Prototyp der Mittelmotor-Baureihe 250P.
Dem 330 GTO kam insoweit vor allem die Aufgabe zu, 1962 und 1963 die Leistungsfähigkeit von Ferrari – insbesondere mit Blick auf den amerikanischen Markt – zu dokumentieren. Zugleich war er mit seinem Motor Tipo 163LM ein wichtiger Entwicklungsträger für die späteren Mittelmotor-Prototypen ab dem 330P von 1964.

## Recreations/Replikas/Rebodies
Neben den Originalfahrzeugen entstanden vor allem in den 1980er- und 90er-Jahren mehrere Nachbauten des Ferrari 330 GTO, sogenannte Recreations, Replikas oder Rebodies, auf Basis von Ferrari-330-Straßenmodellen, zumeist sehr hochwertige Arbeiten namhafter Ferrari-Restauratoren. Genaue Zahlen sind kaum anzugeben, insbesondere weil eine eindeutige Abgrenzung zu den häufigeren Ferrari-250-GTO-Replikas kaum möglich ist: Für die Einordnung als 330-GTO-Recreation lassen es manche in einem weitergehenden Sinne genügen, dass das Chassis und/oder der Motor eines Fahrzeugs der Modellfamilie Ferrari 330 weitergenutzt wird; andere bewerten nur solche Fahrzeuge als 330-GTO-Recreation, die sich gezielt an einem originalen 330 GTO orientieren, insbesondere auch den im Vergleich zum 250 GTO längeren Radstand aufweisen.
Die Motive für derartige Nachbauten sind vielfältig: In den 1970er- und 80er-Jahren waren viele Ferrari-330-Straßenmodelle noch vergleichsweise preiswert und in großen Stückzahlen erhältlich, Sportwagenmodelle hingegen bereits gesucht und teuer. Vielfach waren die seriengefertigten Coupékarosserien durch jahrelangen Alltagseinsatz oder einen Unfall nicht weiter zu gebrauchen. Manche Ferrari-Liebhaber konnten sich nur durch einen Umbau den Wunsch vom Traumwagen erfüllen, andere hofften, mit der Replika eines gesuchten Sportwagens eine größere Wertsteigerung zu erzielen als mit einem originalen Straßenmodell. Wieder andere scheuten sich angesichts der enormen Wertsteigerung in den 1980er-Jahren, ihre originalen Ferrari-Sportwagen im historischen Rennsport einzusetzen; sie griffen stattdessen auf Replikas zurück, um nicht den hohen wirtschaftlichen und kulturhistorischen Wert des Originals riskieren zu müssen.
Grundlage der Recreations sind fast ausnahmslos die weit verbreiteten Ferrari 330 GT 2+2, deren Chassis entsprechend gekürzt werden. Mit Chassisnummer 5059GT ist nur ein Umbau bekannt, der auf einem der 50 Ferrari 330 America basiert. Einer der frühesten GTO-Recreations stammt von 1978 und betrifft Chassisnummer 6713GT. Bekannte Recreations stammen beispielsweise von der Carrozzeria Allegretti sowie von Giovanni und Enzo Giordanengo in Italien, Chris Lawrence (Großbritannien und Kalifornien), Terry Hoyle und DK Engineering in Großbritannien, Fossil Motorsports in den USA und William Phillipe Favre in Frankreich und andernorts. Bekannte Eigentümer solcher Recreations waren der Ex-Rennfahrer und Ferrari-Sammler David Piper sowie der Musiker Jay Kay der Band Jamiroquai. Inzwischen wird ihr Wert teils im mittleren sechsstelligen Euro- und Dollarbereich angesetzt.